# اسکامبرای (روزنامه)
اسکامبرای (اسپانیایی: Escambray‎)، یک روزنامهٔ کوبایی است که به زبان اسپانیایی منتشر می‌شود. نسخه انگلیسی این روزنامه، به‌صورت آنلاین انتشار می‌یابد. دفتر این نشریه واقع در سانکتی اسپیریتوس است.